# Burning Bright – Tödliche Gefahr
Burning Bright – Tödliche Gefahr ist ein US-amerikanischer Tierhorrorfilm des Regisseurs Carlos Brooks aus dem Jahr 2010.

## Handlung
Kelly Taylor lebt zusammen mit ihrem autistischen Bruder Tom und ihrem habgierigen Stiefvater Johnny in einem Haus, das Johnny in eine Safari-Ranch umbauen möchte. Als Hauptattraktion kauft er einem Zirkus einen bengalischen Tiger ab, der dort vor 300 Zuschauern ein Pferd gerissen hatte. Kelly hat seit dem Tod ihrer Mutter die Vormundschaft für Tom und möchte ihn für die Zeit ihres College-Besuches in einer Betreuungseinrichtung unterbringen. Dieser Plan scheitert daran, dass Johnny das finanzielle Erbe von Kellys und Toms Mutter in seinen Park investiert.
Da ein Hurrikan bevorsteht, wird das Haus sturmsicher gemacht, Fenster und Türen werden vernagelt. Johnny lässt abends den Tiger ins Haus und fährt anschließend in eine Bar, um sich zu betrinken. Als Kelly nach einem Albtraum aufwacht und durch das Haus schleicht, entdeckt sie den Tiger und versucht anschließend mit Tom aus dem Haus zu fliehen, was jedoch an den sturmsicher vernagelten Fenstern und Türen scheitert. Es kommt zu einem gefährlichen Katz-und-Maus-Spiel, das durch die autistischen Anfälle von Tom noch verschärft wird. Mehrmals entkommen sie knapp dem Tod, etwa als Kelly in einen Wäscheschacht klettert oder sich zusammen mit Tom unter einem Bett versteckt.
Nachdem sie erneut knapp dem Tod entronnen ist, entdeckt Kelly schließlich Unterlagen, aus denen hervorgeht, dass auf sie, ihre Mutter und ihren Bruder eine Lebensversicherung abgeschlossen wurde, die im Falle ihres Ablebens an Johnny ausgezahlt wird. Kelly wird klar, dass Johnny ihre Mutter ermordet hat und nun auch ihr und Tom nach dem Leben trachtet. Sein Barbesuch sollte nur als Alibi dienen. Als Johnny am nächsten Morgen zurückkehrt und die Haustür aufbricht, ist er erstaunt, dass die beiden noch leben und wird kurz darauf vom Tiger angefallen und getötet. Kelly und Tom verlassen das Haus Hand in Hand.